# Viktor Korchnoi
Viktor Korchnoi (em russo: Виктор Львович Корчной, transliteração Viktor L'vovič Korčnoj); (Leningrado, 23 de março de 1931 — Wohlen, 6 de junho de 2016) foi um jogador de xadrez suíço que em 1976 emigrou da URSS. No Torneio de Candidatos de 1974 chegou a final da competição, perdendo para Anatoly Karpov que viria a se tornar campeão no ano seguinte. Korchnoi disputou duas vezes o título mundial desafiando o então campeão Karpov nas edições de 1978 e 1981, perdendo ambas. Ao todo, Korchnoi participou do Torneio de Candidatos em dez ocasiões (1962, 1968,
1971, 1974, 1977, 1980, 1983, 1986, 1989 e 1993).
Korchnoi foi também quatro vezes campeão soviético e participou cinco vezes da equipe soviética vencedora do campeonato europeu e seis vezes da equipe vencedora das Olimpíadas de xadrez (1960, 1966, 1968, 1970,
1972 e 1974) e conquistado quatro medalhas de ouro e três de bronze por participações individuais.

## Primeiros anos
Viktor Lvovich Korchnoi nasceu em 23 de março de 1931 em Leningrado na União Soviética. Sua mãe era pianista e seu pai possuia descendência da nobreza polonesa e embora fossem pobres se esforçaram para prover uma boa educação ao filho. Durante o cerco de Leningrado Korchnoi conseguiu sobreviver por conseguir utilizar os cartões de ração de seu pai, avó e tio-avô após estes terem falecido. Após o término do cerco, se inscreveu no clube de xadrez do Palácio dos Pioneiros onde descobriu sua vocação para o xadrez. Orientado por um treinador, comia todas as manhãs mingau de aveia de modo a adquirir o vigor físico preconizado pela Escola Soviética de xadrez para a prática do jogo.
Após se estabelecer profissionalmente como jogador de xadrez, uma profissão de prestígio no regime soviético, continuou seus estudos tendo obtido graduação em História em 1956. Eventualmente se casou e teve um filho, Igor, fixando residência em Leningrado. Sendo igualmente talentoso e teimoso, teve dificuldades de se adaptar aos ideais soviéticos sobretudo as práticas de conluio para favorecer jogadores soviéticos em competições internacionais.

Korchnoi era uma figura pública na União Soviética e suas declarações apoiando o então campeão Bobby Fischer a respeito das condições para disputa do mundial de 1975 foram utilizadas por seus adversários, notoriamente Petrosian, de modo a prejudicá-lo. Ficou impedido de viajar ao exterior por um ano, teve seu salário cortado e foi investigado pela KGB.

## Candidato ao Título Mundial
Korchnoi se classificou para a disputa do Torneio Interzonal pela primeira vez em 1962, após ter ficado em segundo lugar no campeonato soviético de 1961, na época um Torneio Zonal. No interzonal de 1962 realizado em Estocolmo ficou em quinto lugar com 14 pontos (+9=10-3), o suficiente para habilitá-lo a participar do torneio de Candidatos do mesmo ano. A competição foi realizada na cidade de Curaçao e Korchnoi terminou em quinto lugar com 13.5 pontos (+7=13-7) sendo Tigran Petrosian o vencedor.
Após ficar ausente do ciclo de 1964-1966, classificou-se novamente para a disputa do ciclo seguinte ao terminar em quarto o campeonato soviético de 1966, habilitando-se para o interzonal de 1967. Terminou o torneio em segundo lugar com 14 pontos (+10=8-3), classificando-se para o torneio de Candidatos de 1968 O torneio foi disputado no sistema eliminatório e Korchnoi venceu Samuel Reshevsky (+3=5) nas quartas de final e Mikhail Tal (+2=7-1) na semi-final no qual foi derrotado por Boris Spassky (+1=5-4).
No ciclo seguinte, Korchnoi participou diretamente do Torneio de Candidatos de 1971 por ter sido o finalista do último. Venceu Efim Geller (+4=3-1) nas quartas de final mas perdeu para Petrosian (+0=9-1) nas semi finais. Sua participação entretanto o habilitou a participar do interzonal do ano seguinte. O torneio foi realizado no formato todos contra todos e Korchnoi empatou em pontos na primeira colocação com Anatoly Karpov, ambos com 13.5 pontos. No critério de desempate Korchnoi foi declarado campeão pela pontuação Neustadtl de desempate. Após vencer as partidas de quartas de final derrotando Mequinho (+3=9-2), enfrentou novamente Petrosian nas semi finais que foram marcadas pela tentativa política de Petrosian de reverter o resultado em seu favor. Após três derrotas, Petrosian abandonou a competição e Korchnoi foi para a disputa da final o qual acabou perdendo para Karpov (+2=19-3).

## Disputa pelo título

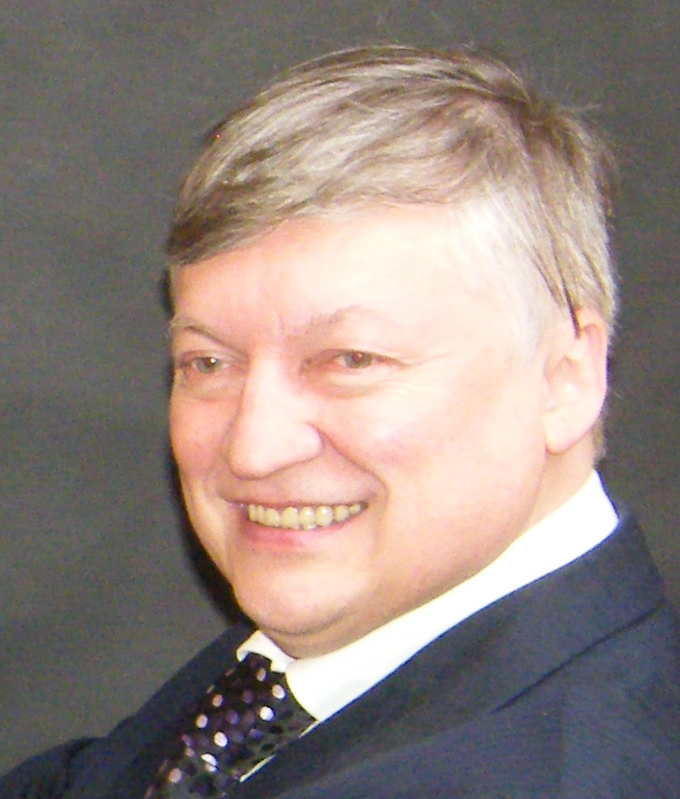
Anatoly Karpov.

Como finalista do último torneio de candidatos, Korchnoi foi automaticamente classificado a participar do torneio seguinte o que fez como apátrida, pois havia recentemente desertado da União Soviética. Por coincidência, os três adversários que enfrentou eram soviéticos: Petrosian (+2=9-1) nas quartas, Lev Polugaevsky (+5=7-1) na semi final e Spassky (+7=7-4) na final, onde chegou a estar com uma vantagem de cinco pontos e quase deixou escapar o direito de desafiar o campeão mundial. O match foi realizado em 1978 na cidade de Baguio nas Filipinas e foi cercada controvérsias de acusações de ambos os jogadores. As discussões começaram a cerca sob qual nacionalidade Korchnoi poderia disputar o título pois recentemente havia se naturalizado suíço, pelo que foi decidido que disputaria o título como apátrida e que não haveria bandeiras na mesa do tabuleiro mas somente no palco. Karpov reclamou dos óculos de sol de Korchnoi que seriam espelhados do qual a luz do ambiente refletia em seus olhos quando ele levantava a cabeça. Reclamou também de Korchnoi ter trazido sua própria cadeira que foi submetida a um exame de raio-X para eliminar a possibilidade de algum dispositivo estivesse escondido.
Korchnoi reclamou a respeito da participação do parapsicólogo soviético Vladimir P. Zukhar da equipe de Karpov que estaria tentando distraí-lo durante as partidas. As tensões aumentaram com os jogadores recusando-se a cumprimentar antes da partida e dirigir a palavra um ao outro. A comissão de árbitros decidiu que Zukhar deveria permanecer junto da delegação soviética sentado a partir da sétima fileira mas este eventualmente sentou mais a frente em algumas das partidas no campo de visão de Korchnoi. Por fim Korchnoi convidou dois americanos da seita indiana Ananda Marga para assistir a partida como seus convidados aumentando ainda mais as tensões da partida.